# Almonacid de la Cuba (kommunhuvudort)
Almonacid de la Cuba är en kommunhuvudort i Spanien.   Den ligger i provinsen Provincia de Zaragoza och regionen Aragonien, i den nordöstra delen av landet, 260 km öster om huvudstaden Madrid. Almonacid de la Cuba ligger 491 meter över havet och antalet invånare är 300.
Terrängen runt Almonacid de la Cuba är huvudsakligen platt, men åt nordväst är den kuperad. Runt Almonacid de la Cuba är det mycket glesbefolkat, med 6 invånare per kvadratkilometer. Närmaste större samhälle är Belchite, 4,3 km nordost om Almonacid de la Cuba. Omgivningarna runt Almonacid de la Cuba är i huvudsak ett öppet busklandskap.